# Callionymus sokonumeri
Callionymus sokonumeri es una especie de peces de la familia Callionymidae en el orden de los Perciformes.

## Morfología
• Los machos pueden llegar alcanzar los 14 cm de longitud total.

## Hábitat
Es un pez  de mar y de clima templado y demersal.

## Distribución geográfica
Se encuentra al sur del Japón.

## Observaciones
Es inofensivo para los humanos